# Žeton
Žeton (fr. jeton, IPA: /ʒǝ.tɔ̃/) može biti metalna značka kao uspomena na neki događaj, ili
- znak koji nose članovi nekog društva ili organizacije ili
- metalni kolutić koji zamenjuje novac u automatima ili
- štamparsko merilo za merenje teksta.[1]